# Bruno I. von Meißen
Bruno I. von Meißen († um 1065) war von 1046 bis 1065 Bischof von Meißen.
In dieser frühen Zeit der Meißner Bischofsreihe haben verschiedene Chronisten unterschiedliche Überlieferungen weitergetragen und haben so eine zeitliche Datierung der Bischöfe erschwert. Ein in dieser Zeit genannter Bischof Meinward, der dem Eido II. nachgefolgt sein soll, hat sich als Übertragungsfehler von Reinward (1140–1150) erwiesen.
Die Existenz Brunos I. ist durch – lediglich – drei Schenkungsurkunden sicher belegt. Markgraf von Meißen war bis 1062 Wilhelm, dem Otto I. nachfolgte.